# Dorfkirche Moltzahn

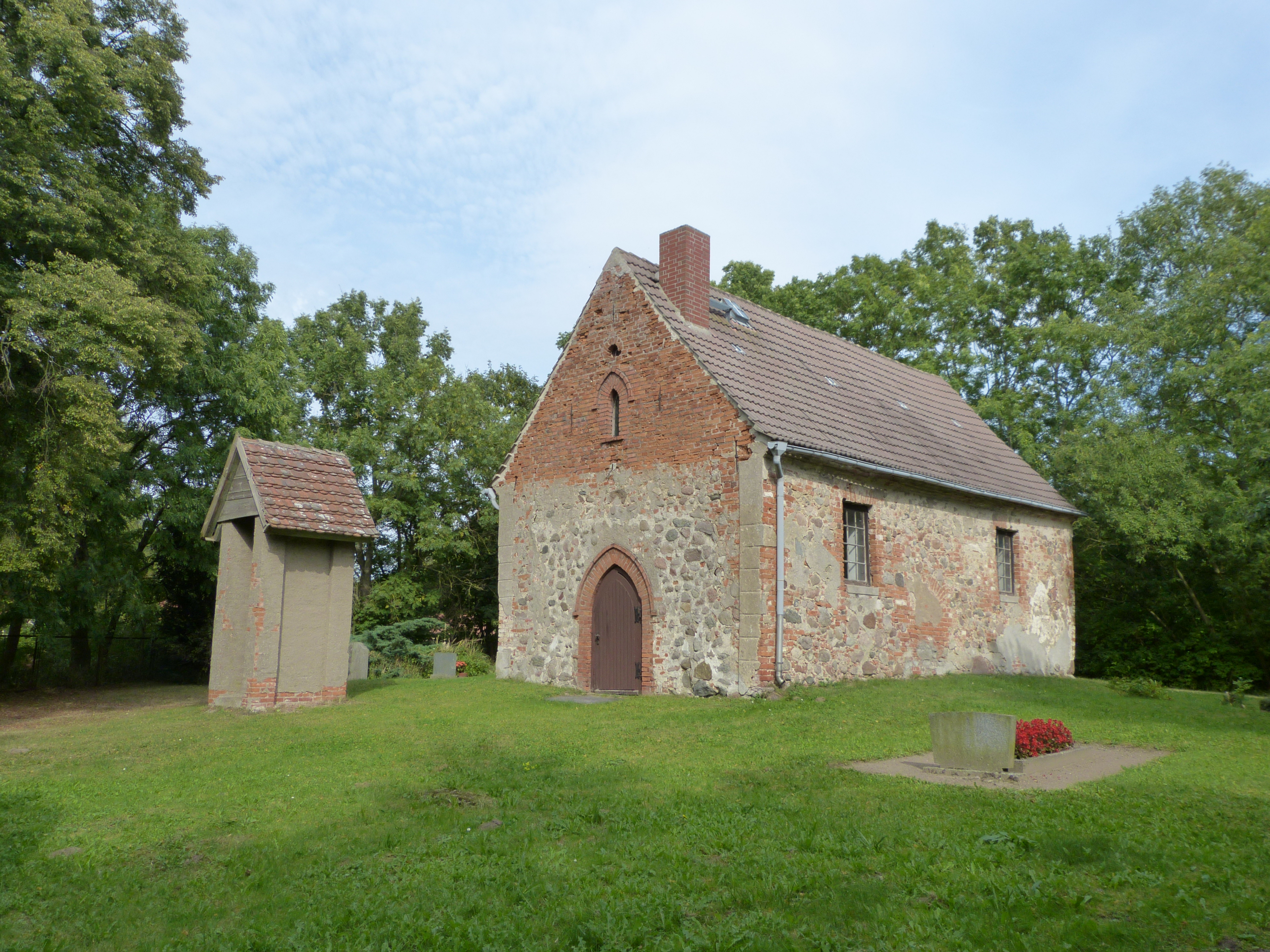
Dorfkirche Moltzahn

Die Dorfkirche in Moltzahn, einem Ortsteil von Borrentin im Landkreis Mecklenburgische Seenplatte in Mecklenburg-Vorpommern ist ein historisches Kirchengebäude aus dem 17. Jahrhundert. Sie ist eine Kirche der evangelischen Kirchengemeinde in Kummerow und wird nur noch gelegentlich zu Gottesdiensten genutzt.
Die Kirche ist ein rechteckiger Feldsteinbau mit Backsteingiebeln. Zum Bau der Kirche wurden sowohl Feldsteine, mittelalterlich behauene Steine als auch Bruchziegel verwendet, so dass sie wohl aus Resten von Abrissgebäuden oder eines möglichen Vorgängerbaus errichtet wurde. Ihre heutige Gestalt erhielt die Kirche im 19. Jahrhundert durch neogotische Umbauten von Tür und Fenstern. Die ursprüngliche Ausstattung mit Kanzelaltar und Patronatsloge wurde bei einer Renovierung in den 1960er Jahren entfernt. Die noch erhaltene historische Ausstattung beschränkt sich darum auf den vom früheren Kanzelaltar stammenden Kanzelkorb sowie ein spätmittelalterliches Kruzifix auf dem Altar. Im neuzeitlichen, freistehenden Glockenstuhl vor der Kirche hängt eine 1730 bei Joachim Metzger in Stralsund gegossene historische Glocke. Die Kirche ist vom Friedhof umgeben.